# Moordiek
Moordiek är en kommun och ort i Kreis Steinburg i förbundslandet Schleswig-Holstein i Tyskland.
Kommunen ingår i kommunalförbundet Amt Breitenburg tillsammans med ytterligare tio kommuner.